# Eigentumsvorbehalt (Österreich)
Im österreichischen Recht ist der Eigentumsvorbehalt nicht ausdrücklich im Gesetz (z. B. ABGB) geregelt, sondern wird seit jeher aufgrund der Vertragsfreiheit (und der Dispositivität des § 1063 ABGB) als zulässige Vereinbarung angesehen.
Der Eigentumsvorbehalt ist ein sehr effizientes Sicherungsmittel. Er ermöglicht es dem Verkäufer, auf Kredit zu verkaufen, ohne dem Risiko ausgesetzt zu sein, die Sache z. B. im Exekutions- oder Insolvenzverfahren aufseiten des Käufers zu verlieren; er kann die Sache – Verzug des Käufers mit der Kaufpreiszahlung und Rücktritt des Verkäufers vom Kaufvertrag vorausgesetzt – von jedermann vindizieren (§ 366 ABGB, Eigentumsklage). Der Eigentumsvorbehalt ermöglicht somit den grundsätzlich gefahrlosen Absatz von Waren auf Kredit.
Ein Eigentumsvorbehalt bedarf der Vereinbarung. Die (bindende) dingliche Einigung der Vertragsparteien (dass Eigentum übergehen soll) erfolgt i. d. R. bereits im Zeitpunkt des Abschlusses des Kaufvertrags. Wurde ein Kaufvertrag abgeschlossen und (dabei) kein Eigentumsvorbehalt vereinbart, so wäre die Vereinbarung eines Eigentumsvorbehalts (als einvernehmliche Abänderung der bereits ohne Bedingung geschlossenen dinglichen Einigung) noch bis zur Übergabe der Kaufsache möglich. Erklärt der Verkäufer aber bloß einseitig (etwa bei Übergabe) einen Eigentumsvorbehalt, ist dies nach herrschender Ansicht sachenrechtlich unwirksam (von besonderen, letztlich aber auch mit einer Einigung begründbaren Konstellationen abgesehen), weil von der dinglichen Einigung nicht einseitig nur durch den Verkäufer abgegangen werden kann.
Eine Erweiterung des Eigentumsvorbehalts, wonach das Eigentum an der Kaufsache erst auf den Käufer übergehen soll, wenn auch andere Forderungen des Verkäufers gegen den Käufer getilgt wurden, ist sachenrechtlich unwirksam, weil eine solche Konstruktion wertungsmäßig einer Sicherungsübereignung gleichzuhalten ist, sodass die Publizitätsregeln des Pfandrechts beachtet werden müssen. Bei Unwirksamkeit der Erweiterungsabrede bleibt jedoch ein einfacher Eigentumsvorbehalt aufrecht.
Der Vorbehaltskäufer erwirbt mit Übergabe noch nicht unbedingtes, sondern aufschiebend bedingtes Eigentum (Anwartschaftsrecht). Die aufschiebende Bedingung besteht in aller Regel in der vollständigen Kaufpreiszahlung. Beschädigt er die Sache, haftet er zivilrechtlich und – bei Vorsatz – auch strafrechtlich wegen Sachbeschädigung (§ 125 StGB); verkauft er sie, kommt eine strafrechtliche Haftung wegen Veruntreuung (§ 133 StGB) in Betracht. 
Problematisch für den Verkäufer kann es sein, wenn der Käufer seinerseits weiterveräußert: Unter den Voraussetzungen eines gutgläubigen Erwerbs (§ 367 ABGB) kann der dann schutzwürdigere Zweitkäufer im Vertrauen auf das unbedingte Eigentum des Vorbehaltskäufers gutgläubig Eigentum erwerben. Damit erlischt aber das vorbehaltene Eigentum des Vorbehaltsverkäufers. Um dies zu verhindern, gibt es verschiedene Möglichkeiten:
- weitergeleiteter Eigentumsvorbehalt: Der (Erst-)Käufer weist den Zweitkäufer auf den Eigentumsvorbehalt hin, sodass Letzterer nicht mehr gutgläubig ist. Der Zweitkäufer erwirbt somit nicht unbedingtes, sondern (nur) aufschiebend bedingtes Eigentum des (Erst-)Käufers. Freilich hat der (Erst-)Verkäufer hierbei keinen Einfluss darauf, ob der (Erst-)Käufer den Zweitkäufer tatsächlich informiert.
- verlängerter Eigentumsvorbehalt: Möchte sich der (Erst-)Verkäufer besser absichern, kommen folgende Konstellationen in Frage:
  - mit Vorauszession: Der (Erst-)Verkäufer vereinbart mit dem (Erst-)Käufer, dass dieser schon jetzt eine allfällige künftige Forderung gegen einen etwaigen Zweitkäufer abtritt. Da Gläubiger und Rechtsgrund bestimmt sind, ist den für die Abtretung künftiger Forderungen bestehenden Bestimmtheitserfordernissen genüge getan. Praktisch formuliert wird eine derartige „Vorausabtretungsklausel“ z. B. folgendermaßen: „Es wird vereinbart, dass für den Fall der Weiterveräußerung der Ware die daraus resultierende Kaufpreisforderung an den Erstverkäufer abgetreten wird.“ Die Zession dient zur Sicherung der Kaufpreisforderung des Vorbehaltsverkäufers, sodass die Publizitätsanforderungen einer Sicherungszession einzuhalten sind. Dies gilt auch bei einer zahlungshalber erfolgenden Zession, weil auch diese gleichzeitig Sicherungszwecke aufweist (anders bei Zession des entsprechenden Forderungsteiles an Zahlungs statt).
  - mit antizipiertem Besitzkonstitut: Der (Erst-)Verkäufer vereinbart mit dem (Erst-)Käufer, dass dieser schon jetzt den entsprechenden Teil des Kaufgelds, das er künftig aus dem Weiterverkauf der Ware erhalten wird, an den (Erst-)Verkäufer übereignet. Hat der (Erst-)Käufer das Geld vom Zweitkäufer erhalten, ist er sogleich Inhaber des Geldes und Besitzmittler für den (Erst-)Verkäufer. Praktisch formuliert wird eine derartige Klausel z. B. folgendermaßen: „Es wird vereinbart, dass im Falle der Weiterveräußerung der Ware der Teil des Verkaufserlöses, welcher der Höhe der Kaufpreisforderung des Erstverkäufers entspricht, Eigentum des Erstverkäufers wird.“ Wichtig dabei ist, dass der (Erst-)Käufer das Geld gesondert in Verwahrung nimmt, weil ansonsten das Eigentum an Geld durch Vermischung verloren gehen kann.